# ورونیکا سارویان
ورونیکا یوریی سارویان (ارمنی: Վերոնիկա Յուրիի Սարոյան؛ انگلیسی: Veronica Saroyan؛ ۲۳ اکتبر ۱۹۷۸) یک بازیگر اهل ارمنستان است. وی از سال میلادی تاکنون مشغول فعالیت بوده است.

## زندگی‌نامه
وی در ۲۳ اکتبر ۱۹۷۸ در ایروان به دنیا آمد و از تئاتر روسی استانیسلاوسکی ایروان (۱۹۹۶) فارغ‌التحصیل شد. وی در تئاتر روسی استانیسلاوسکی ایروان فعالیت می‌کند. وی همچنین برندهٔ جوایزی همچون هنرمند افتخاری جمهوری ارمنستان (۲۰۱۰) شده است.